# MySpaceIM
MySpaceIM — официальный клиент обмена мгновенными сообщениями с закрытым исходным кодом для сайта социальной сети MySpace под управлением операционных систем Microsoft Windows.
В 2009 году веб-приложение называли MySpaceIM for Web, оно было выпущено для всех англоязычных стран, для того, чтобы позволить пользователям взаимодействовать друг с другом, а также для общего развития сети MySpace. Оба клиента, MySpaceIM и MySpaceIM for Web, можно использовать для связи между друзьями через общую IM сеть для обмена мгновенными сообщениями.

## Возможности
- Поддержка Skype.
- Быстрый доступ к почте, профилям, доскам обсуждений и другим сервисам на MySpace.com.
- Скины.
- Разговоры с друзьями, звонки на сотовые телефоны прямо с компьютера и возможность получить собственный локальный номер с голосовой почтой.
- Личные сообщения.
- Обмен мгновенными сообщениями с другими пользователями MySpace.
- Пользовательские смайлики, а также загрузка дополнительных смайлов из интернета.
- Моментальное оповещение обо всех запросах, полученных сообщениях и комментариях.
- Импорт из друзей MySpace в список контактов MySpaceIM.
- Создание собственных значков настроения и мультов и обмен ими.
- Поиск на MySpace или в Интернете прямо из MySpaceIM.
- Звуковые события.
- Настройка уровня прозрачности для списка контактов и окна чата.
- Возможность войти в клиент под любым статусом (к примеру, «невидимым» для других в онлайн).
- Чёрный список для пользователей.
- Журнал сообщений, а также его гибкая настройка.
- Настройка прокси-сервера.
- Многоязычная поддержка.

## Протокол
MySpaceIM использует собственный проприетарный текстовый протокол, разработанный в MySpace. Сообщения отправляются в виде списка пар — ключ/значение, разделенные между собой прямым слэшем (/). Запись включает в себя запрос/ответ, с помощью хеш-функции SHA-1 и RC4.

## Совместимость
- В ноябре 2006 года «Cerulean Studios» объявила о своей поддержке MySpaceIM через свой клиент Trillian Astra в новой версии.
- В августе 2007 года «Ebuddy» объявила о поддержки MySpaceIM через свои веб/мобильные службы, которые поддерживают различные службы обмена мгновенными сообщениями.
- В сентябре 2007 года, команда разработчиков Pidgin включила поддержку MySpaceIM, разработанную Джеффом Коннелли совместно с «Google Summer of Code» в клиент MySpaceIM. Так поддержка MySpaceIM появляется в релизе libpurple 2.2.0, что позволило использовать MySpaceIM в Pidgin v2.2.0 и Adium v1.1.3.